# 第一貨物
第一貨物株式会社（だいいちかもつ）は、小口貨物を中心に企業間物流まで貨物全般を扱う運送会社。特別積合せ事業者の大手。本社は山形県山形市。単独では県内最大の企業。

## 特徴
- 山形県を代表する企業で、運送業界では近物レックスやＪＰロジスティックス、久留米運送などと並び中堅路線便会社に位置する。
- 今では大手運送業者で当たり前に取り扱われている貨物オンラインシステムは、当社が初めて導入した。このシステムを利用し、インターネットを用いて一般消費者が貨物の集荷や配送状況を確認できる「貨物追跡サービス」も当社が日本で初めて導入した。

- 日常的に30kg以上の重量物を取り扱う業務であるため、ヤマト運輸や佐川急便のような女性ドライバーは少ない。これは労働基準法に基づくものである。

- 第一貨物が保有する車両は、法令に従って制限速度厳守の走行を実施していることでも知られる。
- 東北～関東地域を主戦場とし、関西以南地域に営業基盤及び路線網を持たないため、中国、四国、九州地域宛は久留米運送、山陽自動車運送など地場の中堅路線会社へ中継扱いとなる。逆に、東北地域に営業基盤をもたない西日本が主戦場の路線会社からの東北方面宛の中継を受け持っている。
- かつて、東雲支店、仙台東支店が同社２大支店とされていたが、東雲支店は大和リースと協同で新設した大型物流施設に移転し東京支店として再出発したほか、本社お膝元の山形支店も大規模にリニューアルした。
- 3PL事業も行っており、大口顧客としてヤマダデンキや３Ｍジャパンなどが存在する。

## 沿革
- 1941年3月 - 「山形合同貨物自動車株式会社」設立
- 1942年4月 - 15社を合併して「山形県第一貨物自動車株式会社」に商号変更
- 1951年
  - 1月 - 仙台市 - 東京都の一般路線貨物運送事業開始
  - 9月 - 「第一貨物自動車」に商号変更
- 1954年9月 - 宮城県一円に事業網を拡大
- 1959年
  - 9月 - 秋田県一円に事業網を拡大
  - 11月 - 東京都 - 大阪市の一般路線貨物運送事業開始
- 1972年12月 - 札幌市に進出
- 1975年6月 - 東京都・仙台市 - 札幌市のフェリー輸送を開始
- 1978年2月 - 航空貨物の営業開始
- 1980年6月 - コンピュータの全店オンライン開始
- 1983年1月 - 山形県・宮城県一円の軽車両等運送事業開始
- 1984年6月 - VAN事業開始
- 1985年2月 - 自動車運送取扱事業を登録
- 1986年10月 - 利用航空運送事業免許を取得
- 1987年2月 - 東京日本橋浜町セントラルビル竣工、営業本部発足
- 1987年8月 - 保税上屋による通関業務開始
- 1988年
  - 3月 - 総合通信システム開通
  - 10月 - 警備業の資格取得、輸送警備開始
- 1990年7月 - 「第一貨物株式会社」に商号変更
- 1991年
  - 5月 - 第二次オンライン開始
  - 8月 - 貨物オンラインシステム(POS)開始
  - 12月 - テレフォンサービス、FAXサービス開始
- 1992年11月 - 出荷支援システム『サポートI』サービス開始
- 1995年4月 - 新出荷支援システム『サポートII』サービス開始
- 1997年5月 - 3PL（サードパーティー・ロジスティクス）事業開始
- 1998年
  - 8月 - 新出荷支援システム『サポートIII』サービス開始
  - 10月 - 郵政省と提携、チルドゆうパック輸送開始
- 1999年
  - 5月 - 医薬品の共同配送開始
  - 9月 - （株）イー・ネット設立に資本参加
- 2002年4月 - 愛川物流センターにてISO9001取得
- 2009年4月 - 営業本部を東京東雲に移転
- 2011年3月 - 創立70周年を期に、シンボルカラーを「緑」に刷新。同年5月を目処に、配送トラックの車体カラーリングを「オレンジ・グレー」から「緑・黒・白」へ順次切り替え[2][3]。
- 2022年2月 - 営業本部を東京塩浜に移転

## 車両
- トラック車体に描かれたゾウのマークの他に、トレードマークとして「D1マーク」というマークもあるが、これは第一貨物の「第」の英頭文字と「一」の表記を組み合わせたデザインである。
- 第一貨物が保有する車両は、三菱ふそうまたは日野自動車製である。

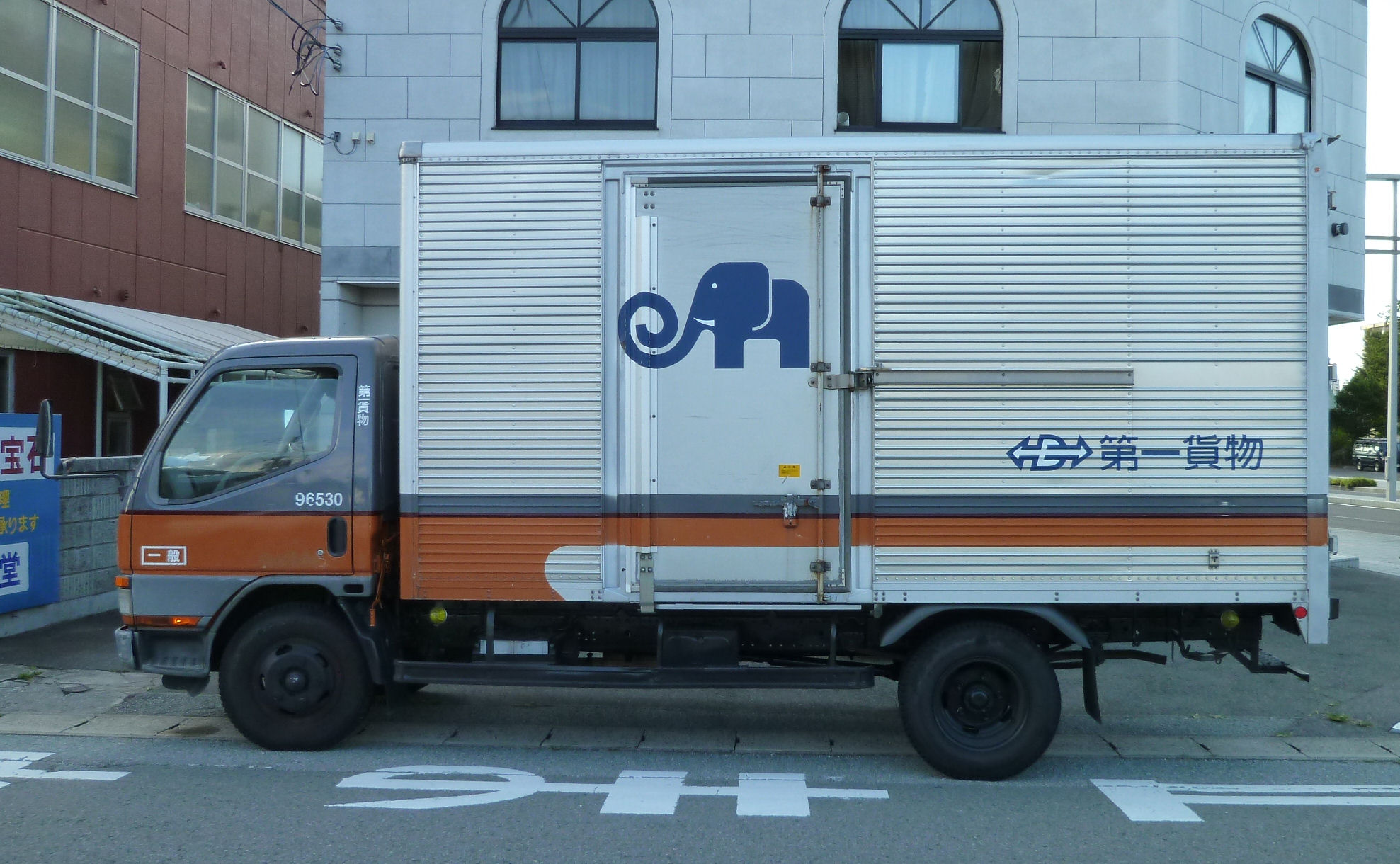
旧カラー（三菱ふそう・キャンター）
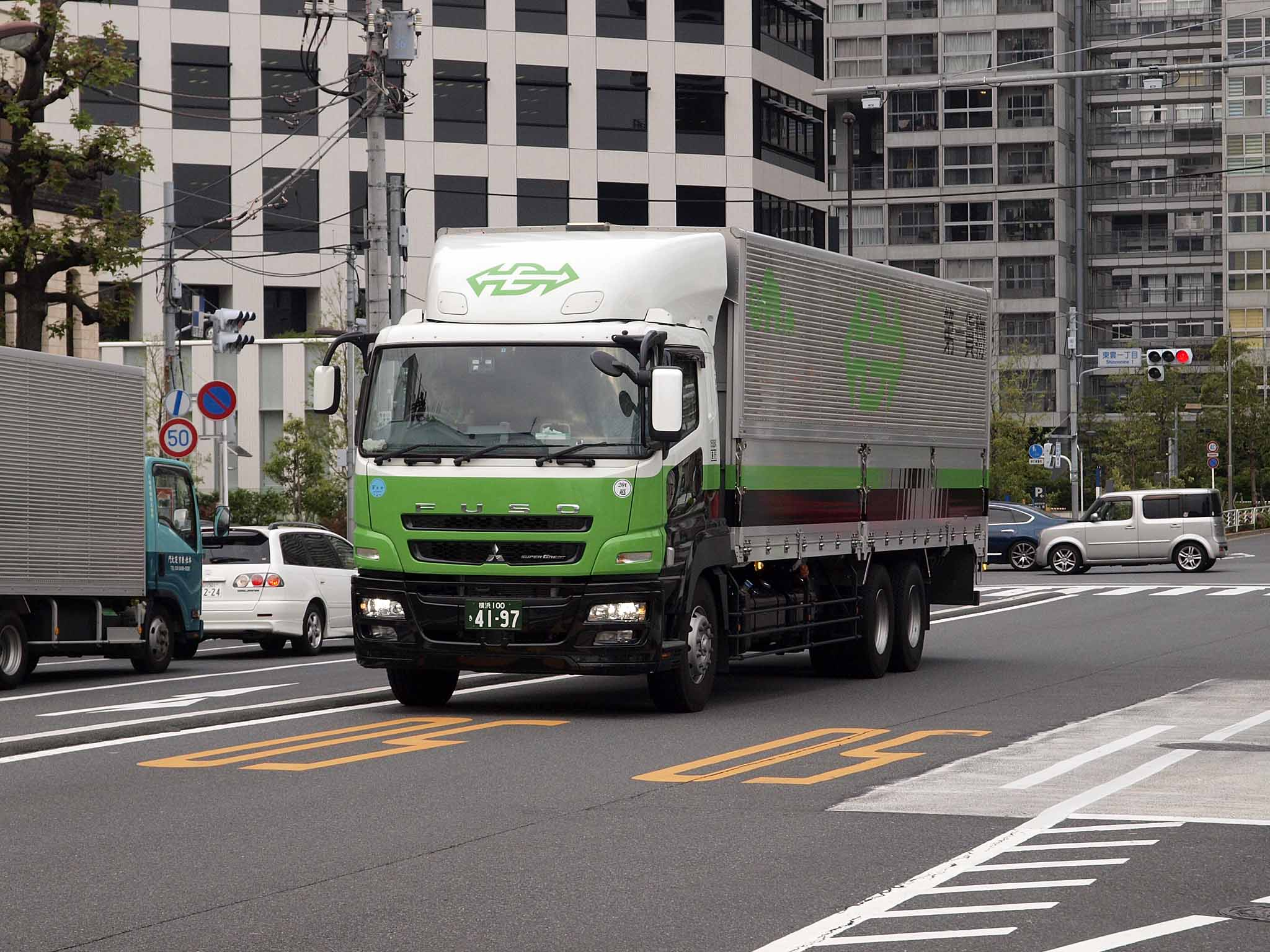
新カラー（三菱ふそう・スーパーグレート）

## 関連会社
※全て株式会社である。
- 大阪第一物流（大阪府）
- 名古屋第一物流（愛知県）
- 長野第一物流（長野県）
- 新潟第一梱包運輸（新潟県）
- 都留貨物自動車（山梨県）
- 東京第一物流（東京都）
- 福島第一物流（福島県）
- 東北第一物流（山形県）
- 日本アバカス（山形県）
- デパートサービス共栄（山形県）
- 第一チルド輸送（宮城県）
- 第一梱包運輸（宮城県）
- 東北第一コロナ（宮城県）
- 山形三菱自動車販売（山形県）
- 太平興業（東京都）